# Onciale 0196
- Papyrus
- Onciale
- Minuscules
- Lectionnaire

Le Codex 0196, portant le numéro de référence 0196 (Gregory-Aland), est un manuscrit du Nouveau Testament sur parchemin écrit en écriture grecque onciale.

## Description
Le codex se compose de deux folios. Il est écrit en une colonne, de 19 lignes par colonne. Les dimensions du manuscrit sont 18.5 x 14 cm. Les paléographes datent ce manuscrit du IXe siècle,.
C'est un manuscrit contenant le texte incomplet de l'évangile selon Matthieu (5,1-11) et Évangile selon Luc (24,26-33). 
Le texte du codex Kurt Aland ne le classe en aucune Catégorie. 
Le manuscrit a été examiné par William Hatch.
Lieu de conservation
Il fut conservé au Musée national de Damas.